# Polymede
Polymede (Polimede) (gr. Πολυμήδη Polymḗdē) – w mitologii greckiej żona króla Ajzona i matka jego syna Jazona. 
W greckiej mitografii znana również pod innymi imionami jako Polymele (gr. Πολυμήλη), Alkimede (gr. Ἀλκιμέδη), Polyfeme, Amfinome, Laodyke.
Była córką Autolykosa i małżonką władcy tesalskiego Jolkos, pozostającego w konflikcie z przyrodnim bratem Peliasem. Po zgładzeniu przez niego męża, rzuciła na niego przekleństwo i popełniła samobójstwo przez powieszenie.
Dla uchronienia nowonarodzonego Jazona przed śmiercią z rąk uzurpatora, Polymede upozorowała jego chorobę i zgon wraz z opłakiwaniem, w rzeczywistości potajemnie oddając chłopca na wychowanie centaurowi Chejronowi. Miała też pozostawić drugiego synka imieniem Promachos, zgładzonego przez Peliasa w pragnieniu unicestwienia rodu Ajsona.